# Маршан, Ги
Ги Марша́н (фр. Guy Marchand; 22 мая 1937[…], XX округ Парижа, Франция — 15 декабря 2023, Кавайон, Франция) — французский музыкант, певец, актёр.

## Биография
Ги Маршан, сын торговца металлоломом и домохозяйки, родился и вырос в Бельвиле, район на востоке Парижа, где он оставался до военной службы.
Начинал как крунер. Первый успех пришёл к Маршану летом 1965 года, когда он выпустил песню «La Passionata». Среди других известных композиций певца — «Ich Liebe Dich Marlène» (1969) и песня-попурри «Hey, crooner».
Помимо пения, Маршан играл на таких инструментах, как фортепиано, саксофон и кларнет. Из всех музыкальных стилей выделял джаз, блюз и танго.
С конца 60-х Ги Маршан снимался в кино. За одну из ролей — инспектора полиции в фильме «Под предварительным следствием» — получил премию «Сезар» как лучший актёр второго плана, ещё четырежды был номинирован в той же категории.
Скончался 15 декабря 2023 года на 87-м году жизни.

## Личная жизнь
С 2007 года был женат на уроженке России по имени Аделина, с которой расстался в 2019 году.

## Избранная фильмография
- 1971 — «Ромовый Бульвар» —
- 1972 — «Такая красотка как я» —
- 1975 — «Кузен, кузина» —
- 1976 — «Осторожно — глаза!» —
- 1976 — «Суперплут» — Марсель
- 1976 — «Акробат» — Рамон
- 1978 — «Нежный полицейский» — Беретти
- 1980 — «Лулу» — Андре
- 1980 — «Большая красная единица» — капитан Шапье
- 1981 — «Под предварительным следствием» — Марсель Бельмон, инспектор полиции
- 1981 — «Крайний Юг» — Макс Муано
- 1981 — «Безупречная репутация» — Шавассон
- 1982 — «Придурки на каникулах» — Поль Мемфис
- 1983 — «Смертельная облава»
- 1983 — «Любовь с первого взгляда» / «Coup de foudre» — Мишель Корски
- 1985 — «Ограбление» — Жорж
- 1986 — «Семейный совет» — Максимильян Фокон
- 1990 — «Майское вино» — гинеколог
- 1990 — «Откройте, полиция! 2» — инспектор Ги Бриссон
- 1991—2003 — «Нестор Бурма» (телесериал) — Нестор Бурма
- 1996 — «Опасная профессия» — Готье, директор лицея
- 1996 — «Безрассудный Бомарше» —
- 1998 — «Фуга в ре-миноре» (телевизионный, реж. Кристиан Фор) — Лулу
- 2000 — «Сюита в ре-миноре» (телевизионный, реж. Кристиан Фор) — Лулу
- 2006 — «Парижская история» —
- 2008 — «Плутовство» — министр
- 2010 — «Дерево и лес» — Фредерик Мюллер

## Избранная дискография
- «La Passionnata» (1965);
- «Didi dui da» (1967);
- «Frappe au foie» (1967);
- «Je cherche une femme» (1969);
- «Moi, je suis tango (Libertango)» (1975);
- «Oh love!» (1975);
- «Hey crooner» (1977);
- «Paris-Buenos Aires» (1995);
- «A Guy In Blue» (2008).